# Kurōdo Maki
Kurōdo Maki (Claude Maki) (jap. 真木蔵人 Maki Kurōdo) - ur. 3 października 1972 - japoński aktor.
Współpracował m.in. z Takeshim Kitano, u którego zagrał główne role w fimach: Scena nad morzem (1991) oraz Brother (2000).